# Sán Xả Hồ
Sán Sả Hồ là một xã thuộc huyện Hoàng Su Phì, tỉnh Hà Giang, Việt Nam.

## Địa lý
Xã Sán Sả Hồ có vị trí địa lý:
- Phía đông giáp xã Tụ Nhân và xã Bản Luốc
- Phía tây giáp xã Pờ Ly Ngài
- Phía nam giáp xã Hồ Thầu
- Phía bắc giáp xã Tụ Nhân.

Xã Sán Sả Hồ có diện tích 14,42 km², dân số năm 2019 là 2.194 người, mật độ dân số đạt 152 người/km².

## Hành chính
Xã Sán Sả Hồ được chia thành 9 thôn, bản: Cốc Cộc, Chà Hạ, Chà Thượng, Hạ A, Hạ B, Liên Hiệp, Lủng Phạc, Lủng Dăm, Thượng Hạ.